# قوقال بيشوفي
قوقال بيشوفي (الاسم العلمي:Caucalis platycarpos subsp. bischoffii) هو نويع من النباتات يتبع جنس القوقال من الفصيلة الخيمية.